# Canet lo Roig (kommunhuvudort)
Canet lo Roig är en kommunhuvudort i Spanien.   Den ligger i provinsen Província de Castelló och regionen Valencia, i den östra delen av landet, 300 km öster om huvudstaden Madrid. Canet lo Roig ligger 333 meter över havet och antalet invånare är 903.
Terrängen runt Canet lo Roig är varierad.Runt Canet lo Roig är det glesbefolkat, med 15 invånare per kvadratkilometer. Närmaste större samhälle är Ulldecona, 18,0 km öster om Canet lo Roig. 